# Гіпокапнія
Гіпокапнія (від дав.-гр. ὑπο- — префікс із значенням ослаблення якості і καπνός — дим) — стан, викликаний недостатністю СО2 в крові.
Вміст вуглекислого газу в крові підтримується дихальними процесами на певному рівні, відхилення від якого призводить до порушення біохімічного балансу в тканинах. Проявляється гіпокапнія в кращому випадку у вигляді запаморочення, а в гіршому — закінчується втратою свідомості.
Гіпокапія виникає при глибокому і частому диханні, яке автоматично виникає у стані страху, паніки або істерики. Штучна гіпервентиляція перед пірнанням з затримкою дихання — найпоширеніша причина недостатності СО2. Також гіпокапнія може виникнути при надуванні ротом повітряних кульок, надувних матраців тощо.
Гіпокапнія виникає з віком, коли вміст СО2 в крові падає нижче 3,5 % від нормальних 6 %. Гіпокапнія викликає стійке звуження просвіту артеріол, викликаючи симптоматику гіпертонічної хвороби, яку часто кваліфікують есенціальною. Причина падіння СО2 в крові — стрес, що викликає реакцію дихального центру, який реактивно не змінює виділення СО2 легенями навіть після закінчення дії стресового фактора — виникає хронічна гіпервентиляція легенів. Також важливе значення має гіподинамія. Таким чином гіпокапнія може розглядатися як причина комплексу захворювань, пов'язаних з гіпертонусом судин — ЕАГ та її ускладнень — інфарктів органів і тканин.
Для контролю гіпокапнії та гіперкапнії в медицині використовують капнограф — аналізатор вмісту вуглекислого газу у видихуваному повітрі. Вуглекислий газ має велику дифузійну здатність, тому у видихуваному повітрі його міститься практично стільки ж, скільки в крові, і величина парціального тиску CO2 в кінці видиху є важливим показником життєдіяльності організму.